# Buenavista, Comitán
Buenavista är en ort i Mexiko.   Den ligger i kommunen Comitán Municipality och delstaten Chiapas, i den sydöstra delen av landet, 800 km öster om huvudstaden Mexico City. Buenavista ligger 1 849 meter över havet och antalet invånare är 133.
Terrängen runt Buenavista är huvudsakligen kuperad, men den allra närmaste omgivningen är platt. Runt Buenavista är det ganska tätbefolkat, med 67 invånare per kvadratkilometer. Närmaste större samhälle är Comitán, 9,3 km öster om Buenavista. I omgivningarna runt Buenavista växer huvudsakligen savannskog.